# تسه‌بونیتو (نیومکزیکو)
تسه‌بونیتو (به انگلیسی: Tse Bonito) یک منطقهٔ مسکونی در ایالات متحده آمریکا است که در شهرستان مک‌کینلی واقع شده‌است. تسه‌بونیتو ۳٫۶ کیلومتر مربع مساحت و ۲۶۱ نفر جمعیت دارد و ۲٬۰۸۰ متر بالاتر از سطح دریا واقع شده‌است.